# Sergio Pollastrelli
Sergio Pollastrelli (Viterbo, 26 novembre 1934 – Viterbo, 17 agosto 2025) è stato un politico italiano.

## Biografia
Consigliere comunale a Viterbo e membro della direzione della Fondazione Cassa di Risparmio di Viterbo, fu eletto senatore della Repubblica per tre legislature nelle file del PCI.
Pollastrelli è morto nel 2025.